# Čermná ve Slezsku
Čermná ve Slezsku (německy Tschirm) je obec v okrese Opava v Moravskoslezském kraji. Žije zde 379 obyvatel. V obci pramení potok Čermná.

## Název
Přívlastek čermná, tj. „červená“, původně označoval barvu nějaké říčky nebo též půdy, země a posléze byl přenesen na osadu na ní založenou.

## Historie
Obec Čermná byla založena za vlády Přemyslovců ve 14. století. První písemná zmínka o obci pochází z roku 1377, kdy byla přidělena k panství Horního Vikštejna, v 16. století patřila panství v Melči a v 18. století vítkovskému panství.

## Památky
Dominantou obce je kostel sv. Markéty, postavený roku 1792 a obnovený v roce 1855. Před kostelem stojí socha sv. Jana Nepomuckého z roku 1853.

## Galerie

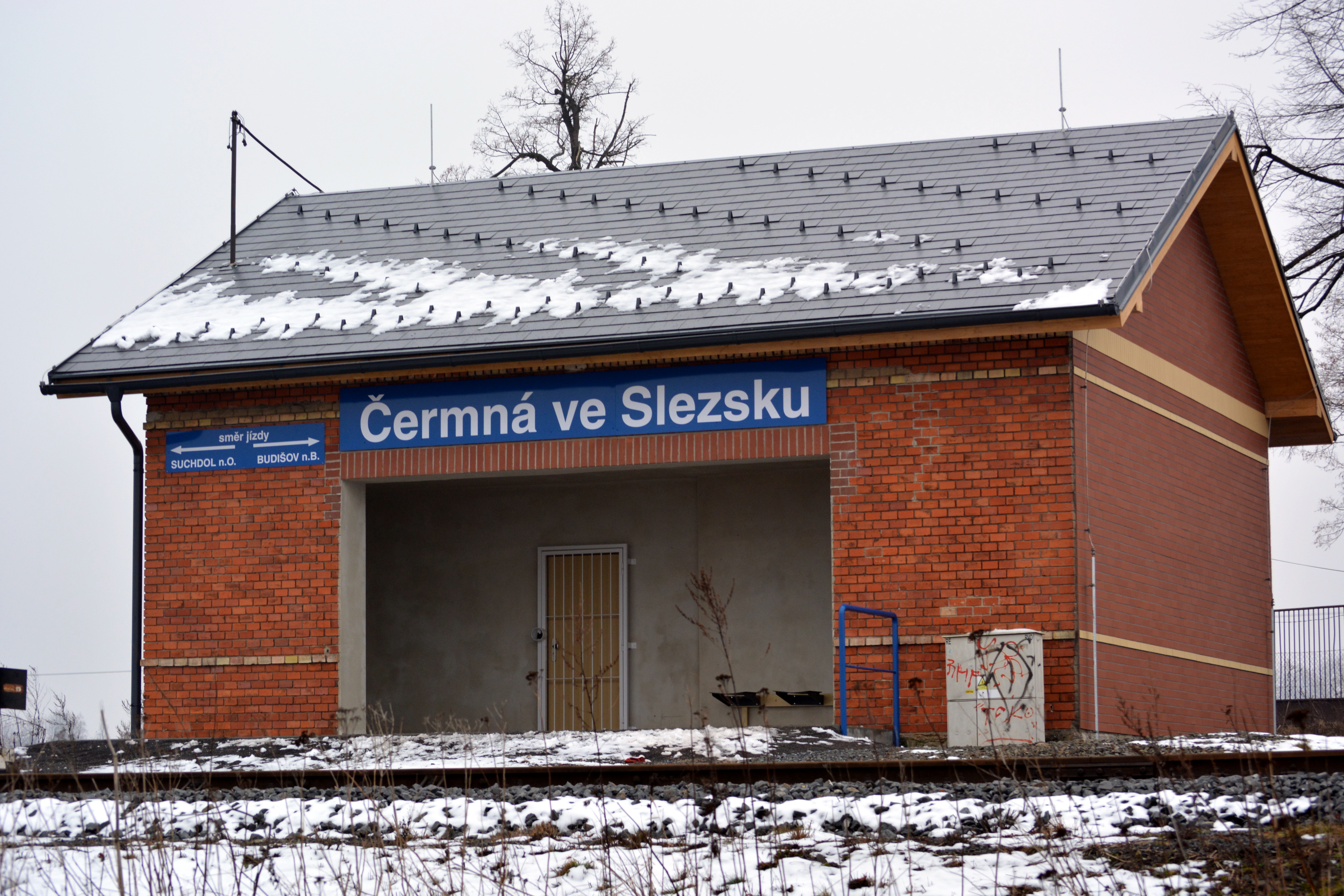
Vlaková zastávka
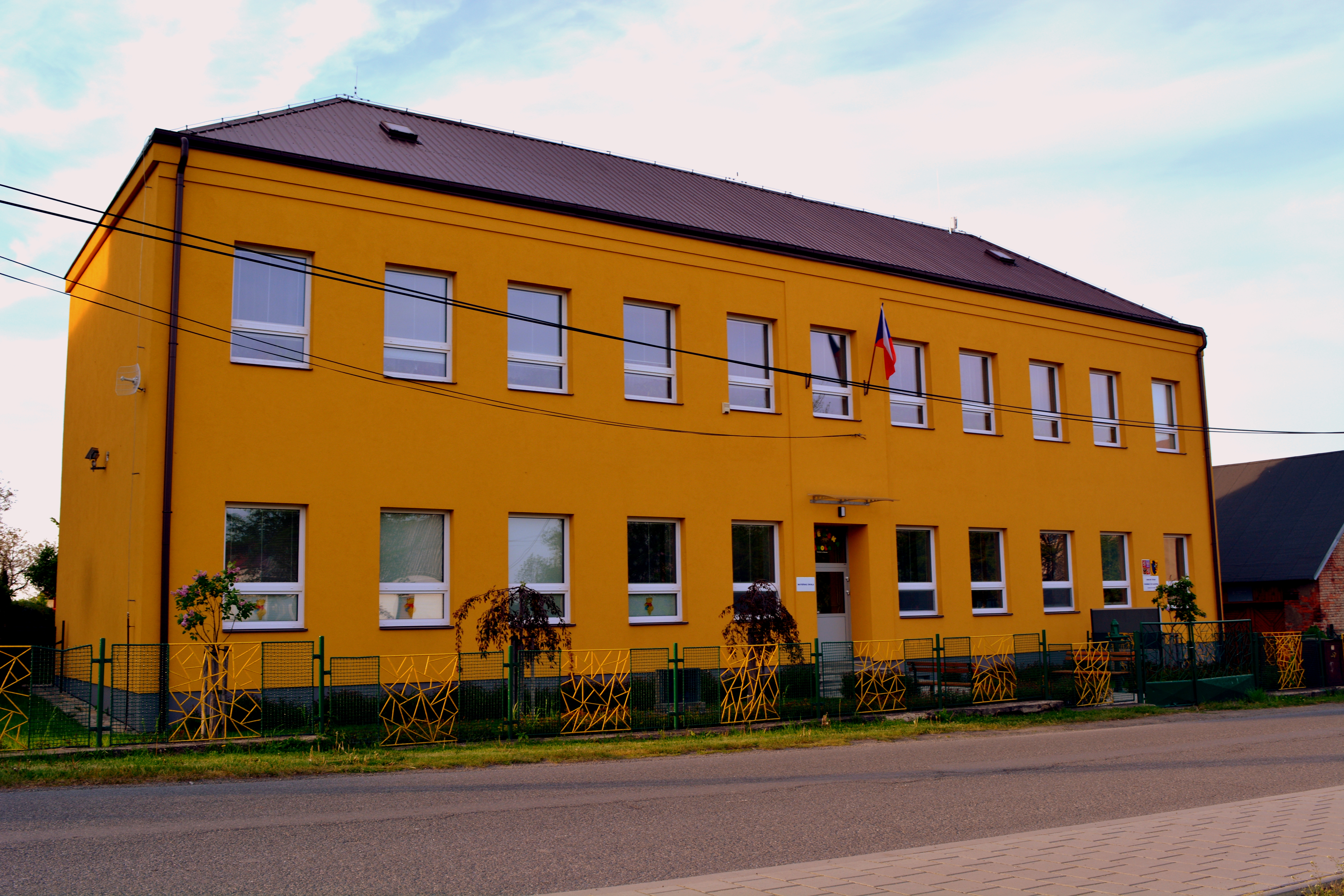
Budova obecního úřadu a mateřské školy